# Kunio Lemari
Kunio David Lemari, né le 29 novembre 1942 à Jaluit et mort le 28 mars 2008 à Majuro, est un homme politique marshallais. Il est président de la république des Îles Marshall par intérim du 20 décembre 1996 au 14 janvier 1997.

## Biographie
Kunio Lemari a été ministre des transports et des communications des Îles Marshall sous la présidence d'Amata Kabua. À la mort de ce dernier, le 20 décembre 1996, il assure l'intérim de la présidence de la République jusqu'au 14 janvier 1997, date à laquelle Imata Kabua, élu la veille, est investi nouveau président du pays.